# Notenlikeur
Zoals de naam al zegt zijn noten- en bonenlikeuren gemaakt op basis van noten, koffiebonen of cacaobonen.

## Lijst van notenlikeuren met hun belangrijkste noot / boon
- Amaretto (amandelpitten)
- Frangelico (hazelnoten)
- Nocino (walnoten)
- Pisa (pistachezaden)
- Kahlúa (koffiebonen)
- Tia Maria (koffiebonen)
- Café Marakesh (koffiebonen)